# Cheilanthes peruviana
Cheilanthes peruviana là một loài thực vật có mạch trong họ Adiantaceae. Loài này được (Desv.) T. Moore miêu tả khoa học đầu tiên năm 1861.